# Stygnus mediocris
Stygnus mediocris is een hooiwagen uit de familie Stygnidae.